# Moezel (rivier)
De Moezel (Duits: Mosel, Frans: Moselle, Luxemburgs: Musel) is een rivier in Frankrijk, Luxemburg en Duitsland (deelstaten Saarland en Rijnland-Palts). Via de Our en de Sûre wateren delen van België af in de Moezel en Rijn. De Moezel ontspringt bij de Col de Bussang in de Vogezen op 735 meter hoogte en mondt na 544 kilometer bij Koblenz uit in de Rijn.

## Naam
De naam 'Moezel' komt van het Latijnse Mosella, een verbastering van het Keltische Mosea. Mosella is een verkleinwoord van de deels parallel stromende rivier de Maas. (Latijn: Mosa)

## Loop

### Bovenloop
De Moezel ontspringt bij de Col de Bussang in de Vogezen op 735 meter hoogte. Bij Remiremont voegt de Moselotte zich bij de Moezel. Nadat de rivier het gebergte verlaat, zijn er verschillende stuwen gebouwd op de Moezel. De Vologne is een andere belangrijke zijrivier in de bovenloop van de Moezel. De eerste grote stad waar de Moezel doorheen stroomt is Épinal, hoofdplaats van het Franse departement Vosges. Vanaf Épinal loopt het Canal de l'Est, dat de stroombekkens van de Moezel, Maas en Saone verbindt. Bij Frouard voegt de belangrijkste zijrivier van de Moezel zich bij de rivier: de Meurthe ontspringt eveneens in de Vogezen en voert via Saint-Dié-des-Vosges en Nancy een belangrijk debiet aan (41,1 m³/s).

#### Onthoofding van de Maas
In het Saalien werd de Maas bij Toul onthoofd door de Moezel. Het deel van de Moezel stroomopwaarts van Toul was vroeger een zijrivier van de Maas. Een kleine zijrivier van de Meurthe, dat via het huidige dorp Liverdun naar het oosten stroomde, kon de bovenloop van de Moezel echter "kapen". Voordien stroomde de Moezel bij Toul naar het westen: via Foug naar de Maas. Deze onthoofding kon gebeuren omdat de Meurthe (en ook de kleine zijrivier van Liverdun) zich gemakkelijker kon insnijden dan de Maas. De Maas moest bij Foug een harde laag van paleosedimenten eroderen om naar het westen te kunnen blijven stromen, de huidige Seuil de Foug. Uiteindelijk verlaagde de rivier vanuit Liverdun zich onder dat van de Maas/Moezel bij Toul en kwam het debiet van de bovenloop van de Moezel (ex-Maas) via Liverdun in de Meurthe terecht. Vanaf dan wordt de benedenloop van de Meurthe vanaf Frouard aangeduid als de Moezel.
Door deze stroomonthoofding werd het debiet van de Maas sterk verlaagd en dat van de Meurthe/Moezel (en dus ook van Rijn) verhoogd. Waar de Moezel vroeger van Toul naar Foug (westwaarts) stroomde, stroomt de huidige Ingressin in de tegenovergestelde richting door een moerassige vallei. Aan de westzijde van de huidige waterscheiding bevindt zich de (bijna) droge vallei van de Asne of Âne.

### Benedenloop
Tussen het plaatsje Schengen (vanaf het drielandenpunt) en de monding van de Sauer (Sûre) vormt de Moezel de Luxemburgs-Duitse grens. De rivier staat hier als condominium onder volledig gedeelde soevereiniteit. Luxemburgse steden aan de Moezel zijn Remich, Grevenmacher en Wasserbillig. De voornaamste Duitse plaatsen aan de Moezel zijn Konz, Trier, Schweich, Leiwen, Piesport, Bernkastel-Kues, Traben-Trarbach, Zell, Cochem, Dieblich en Koblenz.
Tussen de monding van de Sauer en de stad Trier bevindt zich de monding van de Saar, de voornaamste zijrivier van de Moezel. Vanaf Trier legt de rivier een bochtig traject af, dat de scheiding vormt tussen twee middelgebergten: de Eifel op de linkeroever en de Hunsrück op de rechter. Langs de Moezel vindt wijnbouw plaats.
De Moezel werd in 1967 van het Franse Metz tot Koblenz als vaarweg met achttien schutsluizen vrijgegeven. Eveneens tussen Metz en Koblenz ligt de Moselradweg, een lange-afstandsfietsroute van 311 km lang doorheen de vallei van de Moezel.

## Stroomgebied

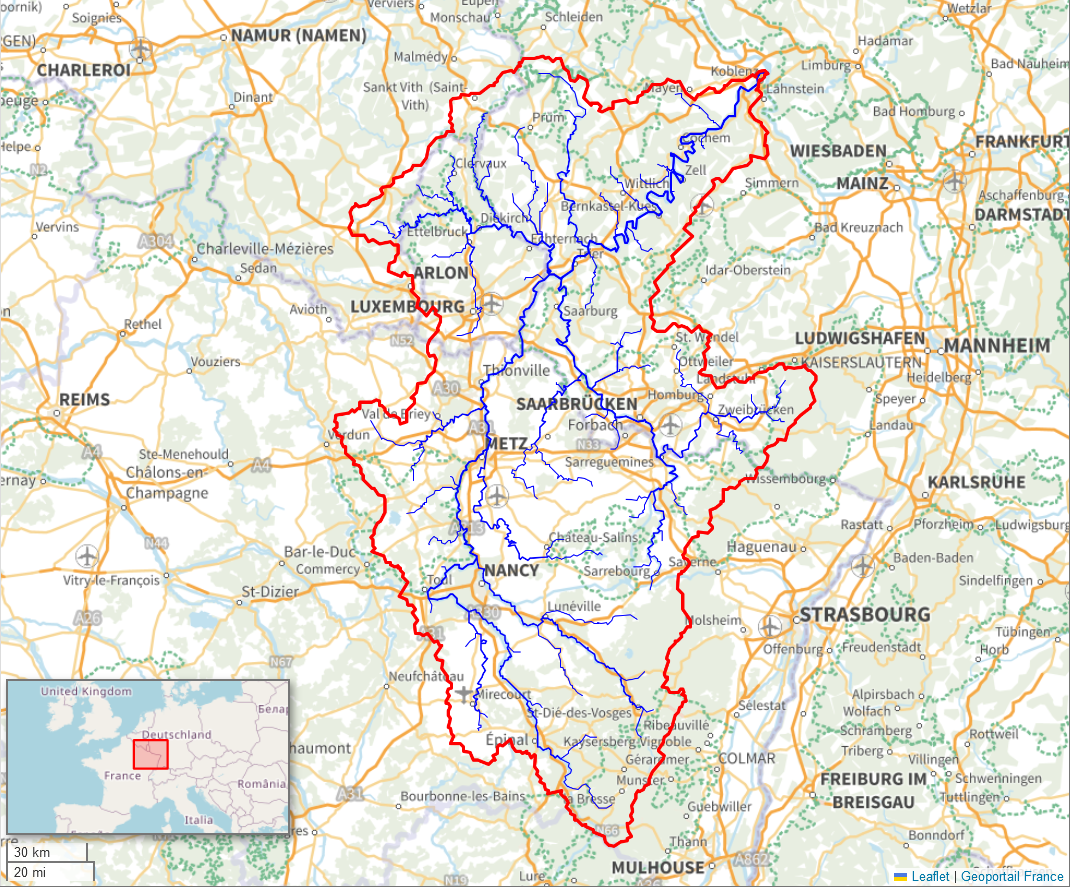
Kaart van het Moezelstroomgebied in Frankrijk (zie interactieve kaart)

In Frankrijk stroomt de Moezel door drie departementen van de regio Grand Est:
- Vosges, met de steden Le Thillot, Remiremont, Éloyes, Épinal, Thaon-les-Vosges, Châtel-sur-Moselle, Charmes
- Meurthe-et-Moselle, met de steden Bayon, Neuves-Maisons, Pont-Saint-Vincent, Toul, Dieulouard, Pont-à-Mousson
- Moselle, met de steden Ars-sur-Moselle, Metz, Maizières-lès-Metz, Hagondange, Yutz, Thionville, Cattenom, Sierck-les-Bains

### Zijrivieren
- in Frankrijk: de Moselotte, de Vologne, de Madon, de Meurthe, de Rupt de Mad, de Seille, de Orne, de Fensch en de Gander
- in Luxemburg: de Sûre of Sauer, de Syre en een reeks beken: Laafbaach, Leiteschbaach, Rouderbaach, Gehaansbaach, Kelsbaach, Donverbaach, de Aalbaach, de Kurlerbaach, de Duelemerbaach
- in Duitsland: de Saar, de Sauer of Sûre, de Ruwer, de Kyll, de Salm, de Lieser en de Alf.

## Galerij

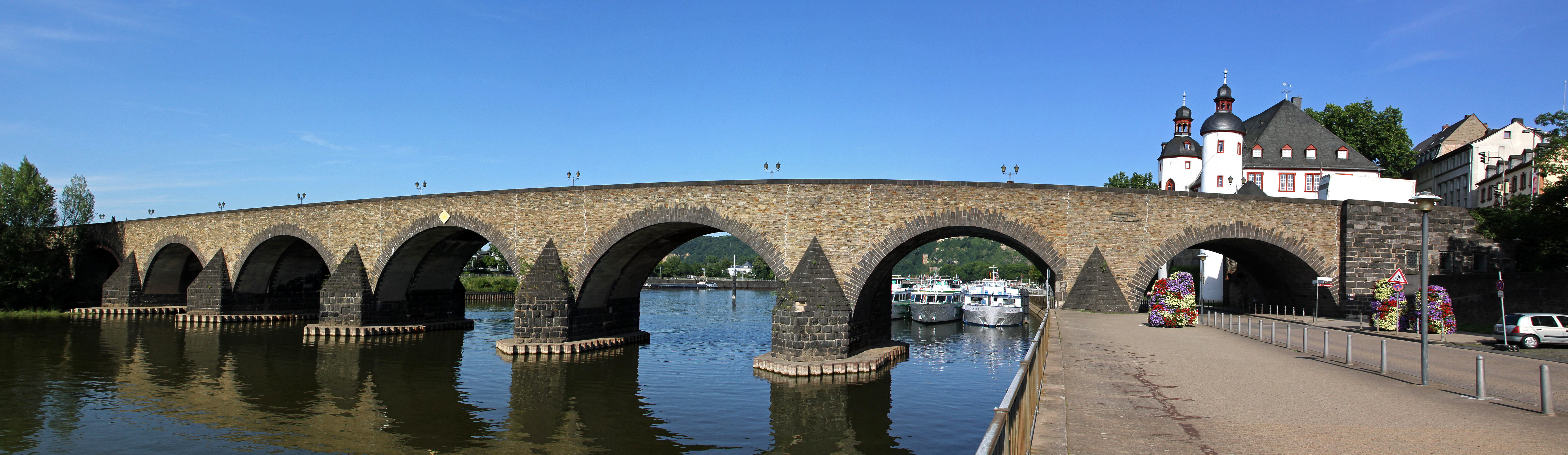
Balduinbrug over de Moezel bij Koblenz
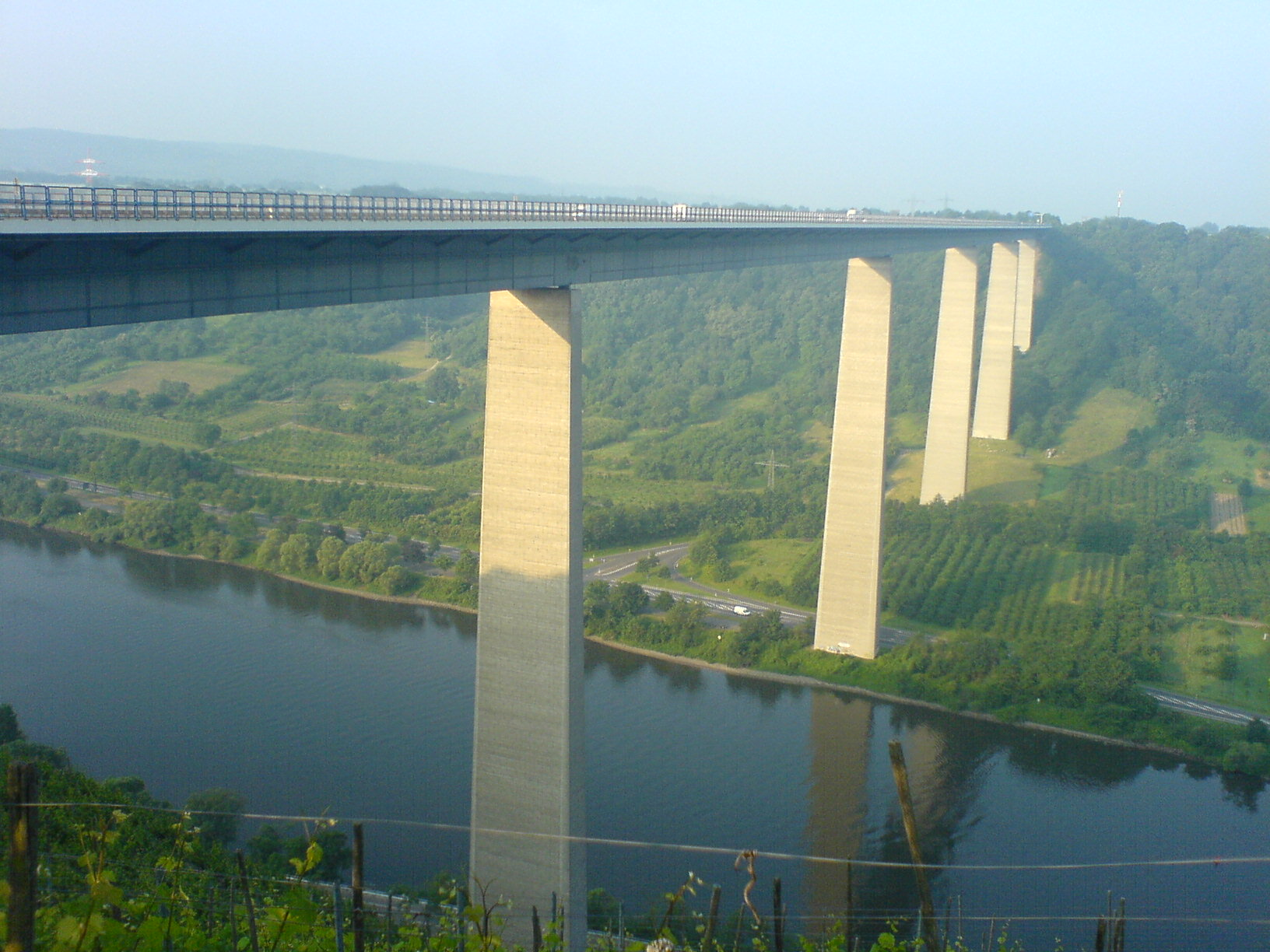
De Moseltalbrücke bij Winningen
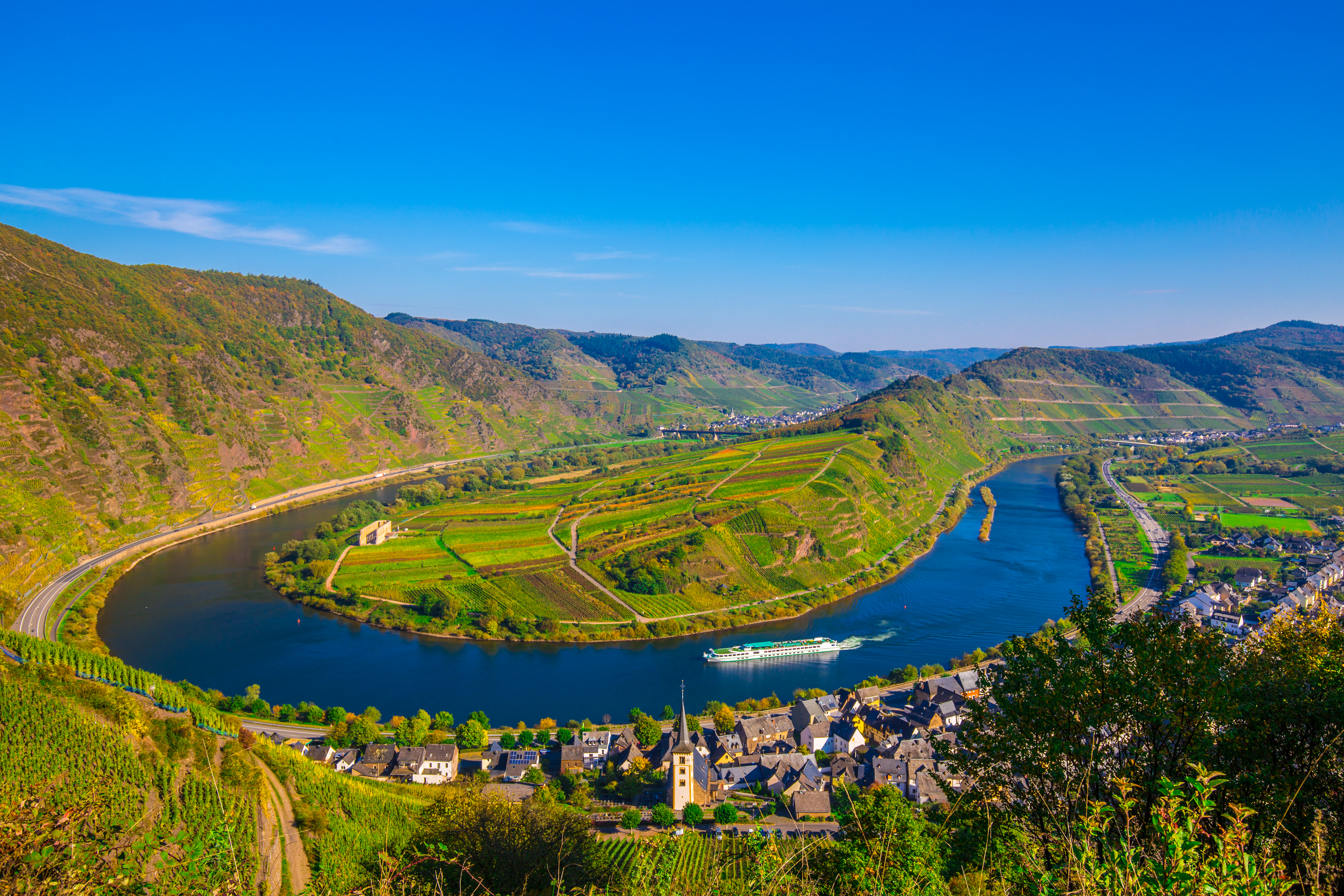
De Moezel bij Bremm

- Biblioteca Nacional de España: XX5368698
- Bibliothèque nationale de France: cb11955534s (data)
- Gemeinsame Normdatei: 4040325-7
- Library of Congress Control Number: sh85087448
- Nationale Bibliotheek van Tsjechië: ge370350
- Nationale Bibliotheek van Israël: 987007546051605171
- Système universitaire de documentation: 027535630
- Virtual International Authority File: 6148704222036932735
- WorldCat: E39PBJkdgvt6WFy7FYxYPVQg8C